# Cónclave de 1304-1305
El cónclave papal celebrado entre el 10 de julio (o 17) de 1304 y el 5 de junio de 1305, llevado a cabo en Perugia, fue uno de los más prolongados cónclave papales de la historia, y que eligió al no-cardenal Raymond Bertrand de Got como el Papa Clemente V. Este fue el último cónclave que se realizó antes del llamado Papado de Aviñón.

## Colegio cardenalicio
De los 19 cardenales existentes en 1304, solo 15 de ellos estaban presentes en el cónclave. Exactamente 10 de estos, constituían el mínimo de los dos tercios necesarios que votaron a favor de Bertrand de Got, que se convirtió en Clemente V. Dos otros cardenales, Giacomo y Pietro Colonna, habían sido depuesto por el Papa Bonifacio VIII y fueron por lo tanto excluidos de las votaciones, aun cuando fueron restituidos en el Colegio cardenalicio posteriormente por Clemente V.

### Presentes
- Giovanni Boccamazza, decano del Colegio Cardenalicio.
- Teodorico Ranieri, camarlengo.
- Leonardo Patrasso
- Pedro Rodríguez
- Giovanni Minio da Morrovalle, O.F.M.
- Niccolò Alberti, O.P.
- Robert de Pontigny, O.Cist., camarlengo del Colegio Cardenalicio.
- Gentile Partino, O.F.M., gran penitenciario.
- Walter Winterburn, O.P.
- Napoleone Orsini Frangipani
- Landolfo Brancaccio
- Guglielmo de Longhi
- Francesco Napoleone Orsini
- Francesco Caetani
- Luc Fieschi

### Ausentes
Estos cuatro cardenales abandonaron tempranamente el cónclave debido a enfermedad.
- Jean Le Moine
- Matteo Orsini Rosso, protodiácono
- Giacomo Gaetani Stefaneschi
- Riccardo Petroni

## Cónclave

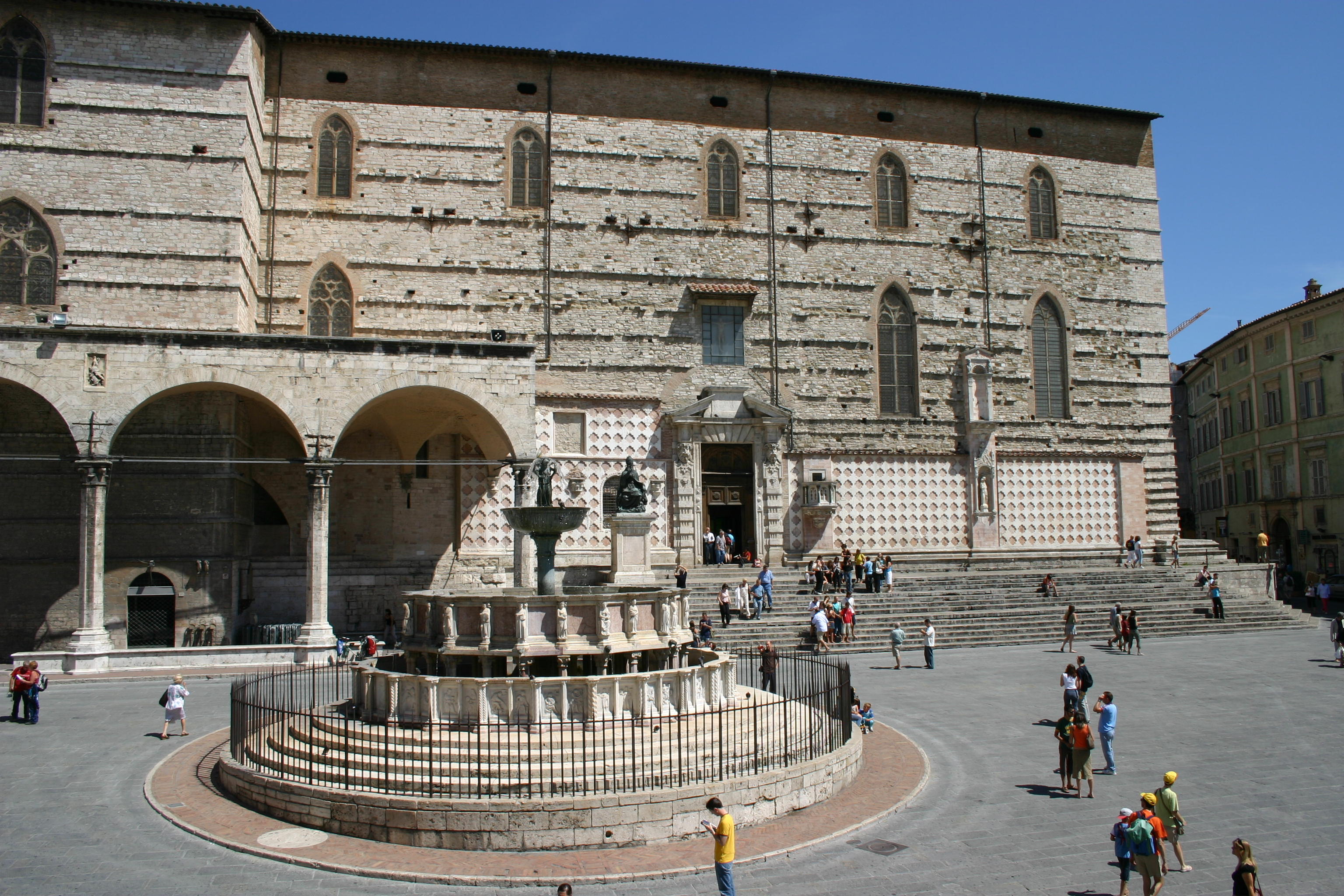
Catedral de Perugia, lugar de la elección.

El Colegio cardenalicio se dividió en dos facciones: los pro-franceses y los opositores a Francia ("Bonifacianos"). El más pequeño de ellos era el partido pro-francés que contaba con seis cardenales, bajo la dirección de los prelados Napoleone Orsini Frangipani y Alberti Niccolò. Ellos buscaban la reconciliación entre Francia y los Colonna. El partido más grande, el antifrancés, encabezado por los cardenales Matteo Orsini Rosso y Francesco Caetani, el cardenal nepote de Bonifacio VIII, exigió expiación por el ultraje cometido en la persona de Bonifacio VIII por el canciller francés Guillermo de Nogaret en Anagni, y rechazó cualquier concesión a Felipe IV de Francia. Ellos contaban con 10 electores.
Al comienzo del cónclave los cardenales arbitrariamente decidieron anular las reglas más restrictivas de la Constitución Ubi periculum sobre el cónclave, lo que permitió prolongar el proceso. Durante los primeros meses del cónclave, ambos partidos votaron por sus líderes: Matteo Orsini y Napoleone Orsini. Pero el viejo Matteo Orsini (74 años) se enfermó y no pudo seguir tomando parte activa en el cónclave. La falta de un liderazgo efectivo con el tiempo llevó a la división en el partido contra el francés. Algunos de sus miembros, en busca de un compromiso, propusieron al arzobispo Bertrand de Got de Burdeos. Napoleone Orsini inicialmente era escéptico acerca de esta candidatura, sin embargo la aceptó posteriormente. Su opinión fue decisiva para el resultado, debido a una alianza del partido pro-francés con los "disidentes Bonifacianos", lo que dio exactamente la mayoría necesaria de dos tercios. El 5 de junio de 1305, después de 11 meses de deliberaciones, Bertrand de Got fue elegido para el papado. 
En el momento de su elección, De Got era arzobispo de Burdeos, y era un amigo de la infancia de Felipe IV de Francia.

## Consecuencias

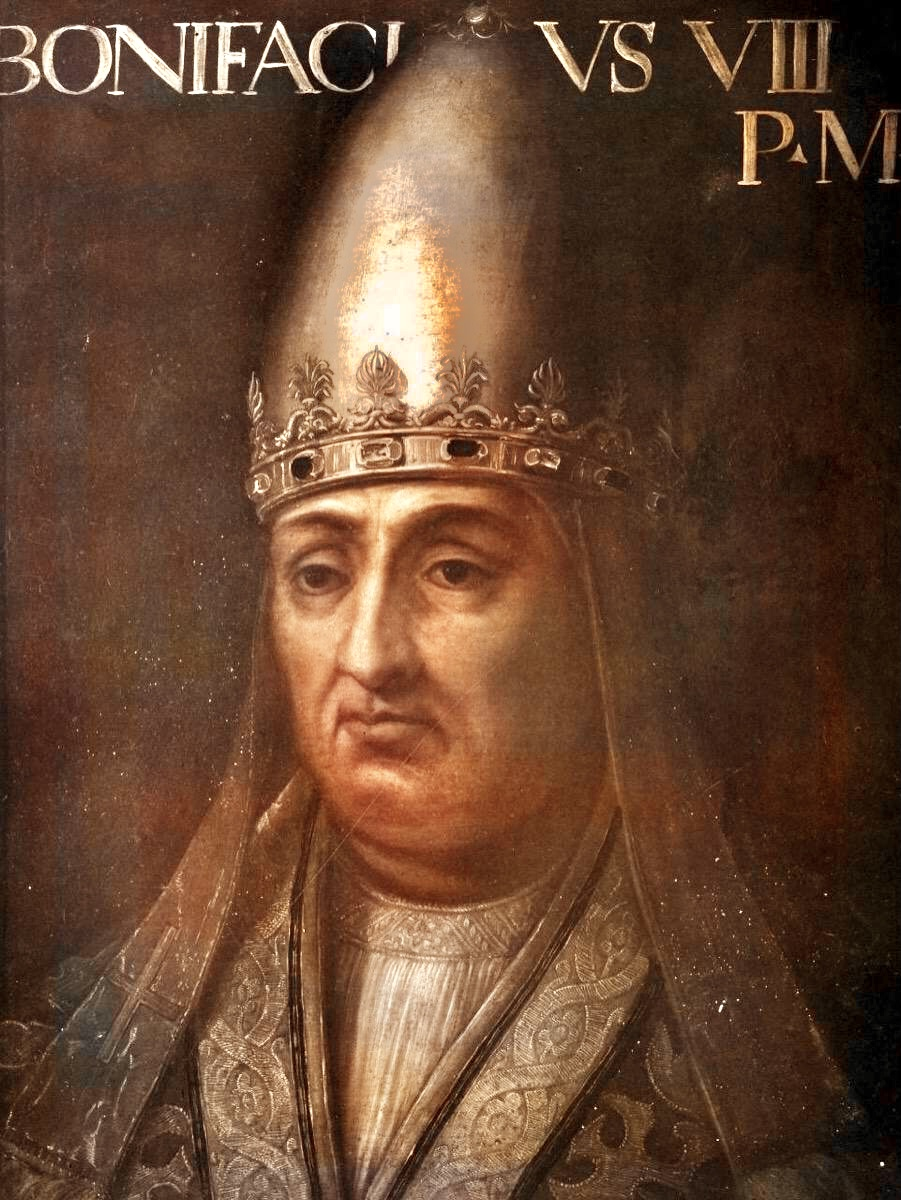
Bonifacio VIII.

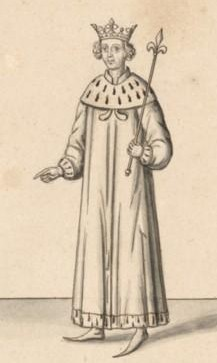
Felipe IV de Francia.

Los cardenales pidieron a De Got unirse a ellos en Perugia y posteriormente viajar a Roma para su coronación pontificia. Éste sin embargo, les ordenó viajar a Lyon para su coronación el 4 de noviembre de 1305, en la que Felipe IV de Francia estaba presente. Durante la procesión pública llevada a cabo, el colapso de un muro noqueó a Clemente V y mató al hermano de éste y al anciano cardenal Matteo Orsini Rosso (participante de doce cónclaves). Al día siguiente, otro hermano de Clemente V murió en una disputa entre sus siervos y los criados del Colegio cardenalicio.
Felipe IV de inmediato exigió a Clemente V, que la memoria del Papa Bonifacio VIII fuera condenada, que su nombre fuera borrado de la lista de los papas, que sus huesos se desenterraran y quemaran, y que sus cenizas fueran esparcidas al viento, y que se le declarara blasfemo, hereje e inmoral. Clemente V lo retrasó como una acción sin rechazar explícitamente y, mientras tanto, hizo varias concesiones importantes a Felipe IV: extendió la absolución concedida por Benedicto XI, creó nueve cardenales franceses (una mezcla de cardenales de la corona y cardenales nepotes), restauró el cardenalato de Giacomo y Pietro Colonna (que habían sido excluidos por Bonifacio VIII), dio a Felipe IV un título de cinco años a una variedad de propiedades de la iglesia, retiró la bula papal Clericis Laicos (1296) y limitó la bula Unam Sanctam (1302), otorgó algunos ingresos de la iglesia a Carlos de Valois, pretendiente al trono bizantino, hizo concesiones para el debilitamiento de los Caballeros Templarios. Sin embargo, Felipe IV quería ver una a una proceso similar al Sínodo Cadáverico, el cual quería iniciar en contra de Bonifacio VIII, que Clemente V cedió en el establecimiento de una fecha el 2 de febrero de 1309; sin embargo, ya que este proceso demostró ser dilatatorio y probablemente favorable al Pontífice fallecido, Felipe IV lo canceló en febrero de 1311.
Entre 1305 y 1309, Clemente V trasladó su sede papal por Burdeos, Toulouse y Poitiers, antes de tomar su residencia como huésped en el monasterio dominico de Aviñón. Clemente V tomó la decisión de trasladar el papado a Francia, siendo uno de los temas más debatidos en el cónclave papal de 1314-1316 después de su muerte, durante el cual la minoría de cardenales italianos eran incapaces de diseñar el regreso del papado a Roma. Aviñón seguía siendo un territorio de Nápoles hasta que el Papa Clemente VI la compró a Juana I de Nápoles en 80.000 florines de oro en 1348.